# Epirrhoe hastadoides
Epirrhoe hastadoides är en fjärilsart som beskrevs av Ludwig Osthelder 1929. Epirrhoe hastadoides ingår i släktet Epirrhoe och familjen mätare. Inga underarter finns listade i Catalogue of Life.